# تنیس روی میز در المپیک تابستانی ۲۰۰۸
تنیس روی میز در بازی‌های المپیک تابستانی ۲۰۰۸ نام رویداد ورزش تنیس روی میز در بازی‌های المپیک تابستانی بود که در سال ۲۰۰۸ برگزار شد. این مسابقات از ۱۳ تا ۲۳ اوت در پکن، چین برگزار شد.

## رویداد
| رویداد        | طلا                                         | نقره                                                   | برنز                                                           |
| انفرادی مردان | ما لین · چین                                | وانگ هائو · چین                                        | وانگ لیچین · چین                                               |
| تیمی مردان    | چین (CHN) · وانگ هائو · ما لین · وانگ لیچین | آلمان (GER) · دیمیتری اوفچاروف · تیمو بل · کریستین زوس | کره جنوبی (KOR) · اوه سانگ-اون · ریو سئونگ-مین · یون جائه-یونگ |
| انفرادی زنان  | ژانگ یینینگ · چین                           | وانگ نان · چین                                         | گوو یو · چین                                                   |
| تیمی زنان     | چین (CHN) · گوو یو · وانگ نان · ژانگ یینینگ | سنگاپور (SIN) · فنگ تیانوی · لی جایوی · وانگ یگو       | کره جنوبی (KOR) · دنگ یه-سئو · کیم کیونگا · پارک می-یونگ       |

## جدول مدال‌ها
| رتبه  | کشورها          | طلا | نقره | برنز | مجموع |
| ۱     | چین (CHN)       | ۴   | ۲    | ۲    | ۸     |
| ۲     | آلمان (GER)     | ۰   | ۱    | ۰    | ۱     |
| ۲     | سنگاپور (SIN)   | ۰   | ۱    | ۰    | ۱     |
| ۴     | کره جنوبی (KOR) | ۰   | ۰    | ۲    | ۲     |
| مجموع | مجموع           | ۴   | ۴    | ۴    | ۱۲    |